# جوني مان
جوني مان (بالإنجليزية: Johnny Mann)‏ هو لاعب كرة قاعدة أمريكي، ولد في 4 فبراير 1898 في Fontanet, Indiana ‏ في الولايات المتحدة، وتوفي في 31 مارس 1977 في تير هوت في الولايات المتحدة.

## وصلات خارجية
- جوني مان على موقعبيزبول رفرنس.كوم (الدوري الرئيسي) (الإنجليزية)